# Parnac (Lot)
Parnac település Franciaországban, Lot megyében. Lakosainak száma 382 fő (2022. január 1.). Parnac Caillac, Crayssac, Douelle, Luzech és Saint-Vincent-Rive-d’Olt községekkel határos.

## Népesség
A település népességének változása:
| Lakosok száma | 349  | 350  | 377  | 360  | 380  | 375  | 377  | 385  | 386  | 382  |
|               | 1968 | 1982 | 1990 | 2006 | 2013 | 2015 | 2017 | 2019 | 2020 | 2022 |